# Limenitis ephestion
Limenitis ephestion är en fjärilsart som beskrevs av Stoll 1790. Limenitis ephestion ingår i släktet Limenitis och familjen praktfjärilar. Inga underarter finns listade i Catalogue of Life.